# Wolf Blitzer
Wolf Blitzer, né le 22 mars 1948 à Augsbourg, est un journaliste et un auteur américain. Il est un reporter de CNN depuis 1990, et il est connu pour son style de reportage d'information-choc.
Wolf Blitzer est actuellement l'animateur de l'émission d’informations intitulée The Situation Room et de l'émission dominicale de variétés appelée Late Edition With Wolf Blitzer. Il animait  auparavant Wolf Blitzer Reports.

## Biographie
Blitzer a grandi à Buffalo dans l'État de New York. Son nom de famille est hérité de son grand-père maternel et il est le fils de réfugiés polonais qui ont survécu à l'Holocauste. 
Il a reçu un B.A. en histoire à l'université de Buffalo en 1970 et une M.A. en relations internationales à l'université Johns-Hopkins à l'école des études internationales avancées en 1972. Blitzer est alors membre de la fraternité Alpha Epsilon Pi avec son collègue de CNN Robert Novak.
Sa carrière en journalisme commença en 1972 dans le bureau de Tel Aviv de l'agence de presse Reuters. Il déménage bientôt à Washington D.C., où il travaille comme correspondant à la Maison Blanche pour le Jerusalem Post après un temps passé avec l'AIPAC.  

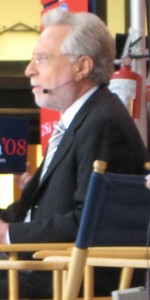
Wolf Blitzer (2008).

En 1990, il est engagé par CNN comme journaliste en affaires militaires. La couverture médiatique que son équipe réalisa sur la guerre du Golfe a gagné le prix Cable ACE et le rendit célèbre. Il est devenu le correspondant de CNN à la Maison Blanche et coanima l'émission The World Today. 
Sa couverture des attentats d'Oklahoma City lui vaut un prix Emmy. En 2000, il commença à animer des émissions d'entrevue sur CNN appelées Late Editions With Wolf Blitzer et Wolf Blitzer.   

## Publications
Blitzer est l'auteur de deux livres, Between Washington and Jerusalem: A Reporter's Notebook (1985) et Territory of Lies (1989). Il a écrit sous les pseudonymes de Ze'ev Blitzer Ze'ev Barak, les mots Ze'ev et Barak voulant dire loup et tonnerre en hébreu.